# Le cœur a ses raisons (série télévisée, 2014)
Pour les articles homonymes, voir Le cœur a ses raisons.
Le cœur a ses raisons ou L'Appel du cœur au Québec (When Calls the Heart) est une série télévisée américaine développée par Michael Landon Jr., basée sur la série de romans du même nom par Janette Oke et diffusée depuis le 11 janvier 2014 sur Hallmark Channel aux États-Unis, depuis le 16 avril 2014 sur Super Channel et depuis le 28 juin 2015 sur le réseau CBC au Canada.
La série fait suite au téléfilm Le cœur a ses raisons : Le Journal d'une institutrice, diffusé en 2013.
En France, la série est diffusée depuis le 8 septembre 2014 sur M6, sous forme de téléfilms en combinant deux épisodes. Au Québec, la série est diffusée sous le titre L'Appel du cœur depuis novembre 2017 sur ICI ARTV. Elle est aussi désormais diffusée sur Netflix  en France.

## Synopsis
C'est l'histoire d'Elizabeth Thatcher, une jeune professeure, habituée à sa vie dans la haute société, qui reçoit son premier poste dans une ville de la Frontière Occidentale. Elle est déterminée à prouver à sa famille qu'elle est assez courageuse pour vivre toute seule, mais elle a ses propres peurs et doutes. L'amour de Jack Thorton, un mountie, l'aide à trouver sa place.

## Distribution

### Acteurs principaux
- Erin Krakow (VFB : Audrey d'Hulstère) : Elizabeth Thatcher Thornton
- Jack Wagner (VFB : Robert Guilmard) : Bill Avery
- Martin Cummins (VF : Maurice Decoster [saisons 1 à 4], Daniel Nicodème [saisons 5 et 6]) : Henry Gowen
- Pascale Hutton (en) (VFB : Séverine Cayron) : Rosemary LeVeaux Coulter (depuis la saison 2)
- Kavan Smith (VF : Éric Missoffe [saisons 2 à 4], VFB : Tony Beck [saisons 5 à 6]) : Leland Coulter (depuis la saison 2)

- Andrea Brooks (en) (VFB : Marielle Ostrowski) : Faith Carter (saison 6 et depuis la saison 8, récurrente saisons 2 à 5 et 7)
- Chris McNally : Lucas Bouchard (depuis la saison 6)
- Kevin McGarry : Nathan Grant (depuis la saison 6)
- Viv Leacock : Joseph Canfield (depuis la saison 9, récurrent saison 8)

### Anciens acteurs principaux
- Mitchell Kummen (VFB : Arthur Dubois) : Gabe Montgomery (saisons 1 et 2)
- Chelah Horsdal (VFB : Marcha Van Boven) : Cat Montgomery (saison 1)
- Daniel Lissing (VF : Axel Kiener [saisons 1 à 4], VFB: Marc Weiss [saison 5]) : Jack Thornton (saison 1 à 5)
- Lori Loughlin (VF : Emmanuelle Bondeville [saisons 1 à 4], VFB: Colette Sodoyez [saisons 5 et 6]) : Abigail Stanton (saisons 1 à 6)
- Carter Ryan Evancic (VFB : Achille Dubois) : Cody (saison 3 à 6)
- Paul Greene (en) (VFB : Simon Duprez) : Dr Carson Sheperd (saisons 6 à 8, récurrent saisons 4 et 5)
- Eva Bourne (VFB : Marie du Bled) : Clara Stanton (saisons 6 à 8, récurrente saisons 2 à 5)
- Aren Buchholz (VFB : Maxime Donnay) : Jesse Flynn (saisons 6 à 8, récurrent saisons 3 à 5)

### Acteurs récurrents
- Kayla Wallace : Fiona Miller (saisons 1 à 10)
- Hrothgar Mathews (VFB : Michel Hinderyckx) : Ned Yost
- Loretta Walsh (VFB : Micheline Tziamalis) : Florence Blakeley
- Kadence Kendall Roach (VFB : Marie Braam) : Anna Hayford
- Johannah Newmarch (VFB : Valérie Muzzi) : Molly Sullivan
- Gracyn Shinyei (VFB : Apolline Guyot) : Emily Montgomery
- Ava Grace Cooper (VFB : Aaricia Dubois) : Opal Weise (depuis la saison 3)
- Eliza Norbury (VFB : Fabienne Loriaux) : Wilma Lawson (depuis la saison 3)
- Jaiven Natt (VFB : Emilie Guillaume) : Robert Wolf (depuis la saison 3)
- Erica Carroll (VFB : Angélique Leleux) : Dottie Ramsey (saisons 1 à 5)
- Charlotte Hegele (en) (VFB : Esther Aflalo) : Julie Thatcher (saisons 1 et 2, 5 et 6)
- Mark Humphrey (en) (VFB : Philippe Résimont) : Frank Hogan (saisons 2 à 4)
- Max Lloyd-Jones (VFB : Xavier Percy) : Tom Thornton (saisons 2 et 5)
- Logan Williams : Miles Montgomery (saisons 1 à 3)
- Katelyn Mager (VFB : Alayin Dubois) : Rachel Stonelake (saisons 1 et 2)
- Hrothgar Mathews : Ned Yost (saisons 1 et 2)
- Bruce Harwood : Silas Ramsey (saisons 1 et 2)
- Brent Stait : Ethan Pinkerton Richardson (saison 1)
- Steve Bacic : Charles Spurlock (saison 1)
- Darius Zaviceanu : James Fermont (saison 1)
- Jill Morrison : Carla Noonan #1 (depuis la saison 1)
- Adrian Hough (VFB : Pascal Gruselle) : Révérend Anderson (saison 1)
- Marcus Rosner (en) (VFB : David Manet) : Charles Kensington (saison 2)
- Devon Weigel (de) (VFB : Delphine Moriau) : Viola Thatcher (saison 2)
- Lynda Boyd (en) : Grace Thatcher (saison 2)
- Kristina Wagner (en) (VFB : Nathalie Hugo) : Nora Avery (saisons 2 et 3)
- Milo Shandel (VFB : Martin Spinhayer) : Mr Jenkins (saisons 3 à 5)
- Larissa Dias (VFB : Ludivine Deworst) : Katie Yost (saisons 3 à 5)
- Imogen Tear (VFB : Ludivine Deworst) : Hattie (saisons 3 à 5)
- Callum Seagram Airlie (VFB : Tim Belasri) : Harper Tucker (depuis la saison 3)
- Genea Charpentier (VFB : Lise Leclercq) : Laura Campbell (depuis la saison 3)
- Josie Bissett (VFB : Cécile Florin) : AJ Foster (saisons 4 et 5)
- Liam Hughes (VFB : Harry Belasri) : Philip Cantrell (saisons 4 et 5)
- Amélie Eve (VFB : Laetitia Liénart) : Maggie Lawson (saisons 4 et 6)
- Sheri Rabold (VFB : Jacqueline Ghaye) : Bertha Hayford (saisons 5 et 6)
- Ben Rosenbaum (VFB : Grégory Praet) : Hickam (depuis la saison 3, invité saisons 1 et 2)

### Invités
- Jarrett Knowles : Franklin Palmer (saison 1, épisodes 1 et 2)
- Laura Bertram : Mary Dunbar (saison 1, épisodes 5 et 6)
- James Brolin : Juge Jedidiah Black[5] (saison 1, épisode 12)
- Christine Chatelain (VFB : Sophie Frison) : Laurel Miller (saison 1, épisode 7 et 8)
- Lilah Fitzgerald (VFB : Clarisse De Vinck) : Jolene Miller (saison 1, épisode 7 et 8)
- Alex Zahara (VFB : Simon Duprez) : Carl Grady (saison 1, épisode 7)
- Connor Stanhope (VFB : David Scarpuzza) : Bo Grady (saison 1, épisode 7 et saison 2, épisode 2)
- Alisha Newton : Nellie Harper (saison 2, épisode 5)
- Laura Mennell : Samantha Madison (saison 2, épisodes 1 et 2)
- Chris William Martin (VFB : Franck Dacquin) : Jake Garrison (saison 3, épisodes 2 et 3)
- G. Michael Gray : Lucky Garrison (saison 3, épisodes 2 et 3)
- Anne Marie DeLuise : Caroline Connors (saison 3, épisodes 5 et 6)
- Lochlyn Munro : James Addison (saison 3, épisodes 8 et 9)
- Brooke Shields : Charlotte Thornton (saison 3, épisodes 9 et 10)
- Melissa Gilbert : Georgia "Georgie" McGill (saison 12, épisodes 6 et 10)

Version française
- Société de doublage : Dubbing Brothers
- Direction artistique Belgique : Manuela Servais (saisons 1-2), Rosalia Cuevas (saison 3, Robert Guilmard (saison 4), Delphine Chauvier/Monia Douieb (saison 5)
- Direction artistique France: Dorothée Jemma (saisons 1-3), Vanina Pradier (saison 4)
- Adaptation des dialogues : Alain Berguig, Nadine Delanoë

 Source et légende : version française (VF) sur RS Doublage et carton de doublage télévisuel

## Production
Le 23 avril 2018, Daniel Lissing confirme son départ de la série après cinq saisons.
Le 14 mars 2019, Hallmark congédie Lori Loughlin, inculpée dans une affaire judiciaire liées à la falsification de dossiers scolaires, et la série est retirée temporairement de l'horaire après trois épisodes. Elle revient en mai, les scènes de Loughlin sont retirées en post-production.

## Épisodes

### TéléfilmPilote(2013)
1. Le Journal d'une institutrice (When Calls the Heart)

### Première saison (2014)
1. L'École du courage (1/2) (Lost and Found)
2. L'École du courage (2/2) (Cease And Desist)
3. Le Choix du silence (1/2) (A Telling Silence)
4. Le Choix du silence (2/2) (Secrets and Lies)
5. Le Bal (1/2) (The Dance)
6. Le Bal (2/2) (These Games)
7. Seconde Chance (1/2) (Second Chances)
8. Seconde Chance (2/2) (Perils of the Soloists)
9. Loin des yeux, près du cœur (1/2) (Change of Heart)
10. Loin des yeux, près du cœur (2/2) (Love Comes First)
11. L'Heure du choix (1/2) (Rules of Engagement)
12. L'Heure du choix (2/2) (Prelude to a Kiss)

### Deuxième saison (2015)
Le 5 mai 2014, la série a été renouvelée pour une deuxième saison diffusée depuis le 25 avril 2015.
1. Une cause sincère (1/2) (Trials of the Heart - Part I)
2. Une cause sincère (2/2) (Trials of the Heart - Part II)
3. Corps et âme (1/2) (Heart and Soul)
4. Corps et âme (2/2) (Heart's Desire - Part I)
5. Retour au bercail (1/2) (Heart's Desire - Part II)
6. Retour au bercail (2/2) (Awakenings & Revelations)
7. Bas les masques (1/2) (Heart and Home)
8. Bas les masques (2/2) (Coming Together, Coming Apart)
9. À la croisée des chemins (1/2) (With All My Heart - Part I)
10. À la croisée des chemins (2/2) (With All My Heart - Part II)

### Spécial Noël 2015
Note : Le cas échéant, le deuxième titre est celui de la diffusion québécoise.
1. Tout commence avec le cœur/ Le nouvel an du cœur (1/2) (New Year's Wish 1/2)[12]
2. Tout commence avec le cœur/ Le nouvel an du cœur (2/2) (New Year's Wish 1/2)

### Troisième saison (2016)
Le 28 juillet 2015, la série a été renouvelée pour une troisième saison, diffusée à partir du 21 février 2016.
Note : Le cas échéant, le deuxième titre est celui de la diffusion québécoise.
1. Du futur et du passé / Cœurs troublés (Troubled Hearts)
2. Un temps pour parler / Explications (A Time to Speak)
3. Un cœur de héros / Cœur de héros (Heart of a Hero)
4. La Semaine de la gentillesse / Noble cœur (A Gentle Heart)
5. Une vraie famille / À jamais dans mon cœur (Forever in My Heart)
6. Déchirement / Cœur brisé (Heartbreak)
7. Paroles de femmes / L'amour en question (Hearts in Question)
8. Vœux et prières / Mise à l'épreuve (Prayers from the Heart)

### Spécial Noël 2016
1. Le Cœur de Noël (1/2) (When Calls The Heart Christmas 1/2)
2. Le Cœur de Noël (2/2) (When Calls The Heart Christmas 2/2)

### Quatrième saison (2017)
Le 15 avril 2016, la série est renouvelée pour une quatrième saison, diffusée depuis le 19 février 2017.
Note : Le cas échéant, le deuxième titre est celui de la diffusion québécoise.
1. Du fond du cœur / Les Mots du cœur (Words from the Heart)
2. Les Détours de la vérité / Au cœur de la vérité (Heart of Truth)
3. Famille et communauté / Le cœur de la communauté (The Heart of the Community)
4. Difficultés et décisions / Au cœur du changement (Change of Heart)
5. La Vocation de l'éducation / Les Enseignements du cœur (Heart of a Teacher)
6. Suivre sa destinée / Les Combats du cœur (My Heart Will Go On)
7. Conflits / Cœurs parallèles (Healing Heart)
8. Détermination / Cœurs intrépides (Courageous Hearts)
9. Révélations et secrets / Au cœur du secret (Heart of a Secret)
10. La Rédemption / Cœur de guerriers (Heart of a Fighter)

### Spécial Noël 2017
1. Un grand retour pour Noël (1/2) (The Christmas Wishing Tree 1/2)
2. Un grand retour pour Noël (2/2) (The Christmas Wishing Tree 2/2)

### Cinquième saison (2018)
Le 24 avril 2017, la série est renouvelée pour une cinquième saison de dix épisodes, diffusée à partir du 18 février 2018.
1. Espérances (Believing)
2. Hauts les cœurs (Hearts and Minds)
3. La Douceur du foyer (Home is Where the Heart is)
4. À cœurs ouverts (Open Heart)
5. Mon cœur t'appartient (My Heart is Yours)
6. Vive les mariés (Love and Marriage)
7. Au cœur des choses (Heart of the Matter)
8. Dans la tourmente (Weather the Storm)
9. Dans mes rêves (In My Dreams)
10. Près de mon cœur (Close to My Heart)

### Spécial Noël 2018
1. La plus belle bénédiction de Noël 1/2 (The Greatest Christmas Blessing 1/2)
2. La plus belle bénédiction de Noël 2/2 (The Greatest Christmas Blessing 2/2)

### Sixième saison (2019)
Le 21 mars 2018, la série est renouvelée pour une sixième saison de dix épisodes, diffusée depuis le 24 février 2019.
1. Sonneries et sentiments (Phone Rings and Heartstrings)
2. La Reine des cœurs (The Queen of Hearts)
3. Un vote de confiance (A Vote of Confidence)
4. Un cœur sous l'uniforme (Heart of a Mountie)
5. Surprise
6. Amour et controverses (Disputing Hearts)
7. Le Cœur rempli d'espoir (Hope is with the Heart)
8. Un appel du passé (A Call from the Past)
9. Deux de cœur (Two of Hearts)

### Spécial Noël 2019
1. Home for Christmas

### Septième saison (2020)
Le 13 avril 2019, la série est renouvelée pour une septième saison, diffusée à partir du 23 février 2020.
1. A Moving Picture
2. The Heart of a Father
3. Family Matters
4. Sweet and Sour
5. An Unexpected Gift
6. In Perfect Unity
7. Heart of a Writer
8. Into the Woods
9. New Possibilities
10. Don't Go

### Huitième saison (2021)
Le 26 avril 2020, la série est renouvelée pour une huitième saison, diffusée à partir du 21 février 2021.
1. Open Season
2. Honestly, Elizabeth
3. From the Ashes
4. Welcome to Hope Valley
5. What the Heart Wants
6. No Regrets
7. Before My Very Eyes
8. A Parade and a Charade
9. Pre-Wedding Jitters
10. Old Love, New Love, Is This True Love
11. Changing Times
12. The Kiss

### Neuvième saison (2022)
1. In Like a Lion
2. Out Like a Lamb
3. Turn of the Page
4. Straight from the Heart
5. Journey into the Light
6. Past, Present, Future
7. Hope Valley Days, Part 1
8. Hope Valley Days, Part 2
9. Recent Memory
10. Never Say Never
11. Smoke on the Water
12. Rock, a Bye, Baby

### Dixième saison (2023)
1. Carpe Diem
2. Hope Springs Eternal
3. Oh, Baby
4. Great Expectations
5. Life is But a Dream
6. The Heart of the Problem
7. Best Laid Plans
8. What Is and What Never Should Be
9. Deep Water
10. All Dressed Up
11. Long Time Running
12. Starry Nights

### Onzième saison (2024)
Elle a été diffusée du 7 avril au 23 juin 2024.
1. When Stars Align
2. Tomorrow Never Knows
3. Steps Forward
4. Along Came a Spider
5. Stronger Together
6. Believe
7. Facing the Music
8. Brother's Keeper
9. Truth Be Told
10. What Goes Around
11. Run to You
12. Anything for Love

### Douzième saison (2025)
Le 10 mai 2024, la série est renouvelée pour une douzième saison. Elle est diffusée depuis le 5 janvier 2025.
1. The Mountie Way
2. You Get What You Give
3. All That Glitters
4. Dancing Teens
5. Mom's the Word
6. When Autumn Leaves Begin to Fall
7. Dance the Night Away
8. The Show Must Go On
9. Buried Treasure
10. Having Faith
11. Must Be Gold
12. Through the Valley